# Predator (album)
Predator je jedenácté studiové album německé heavy metalové skupiny Accept. Bylo vydáno v roce 1996.

## Seznam skladeb
1. Hard Attack (Hoffmann/Baltes/Dirkschneider)
2. Crossroads (Baltes/Hoffmann/Dirkschneider/Deaffy)
3. Making Me Scream (Hoffmann/Baltes/Dirkschneider/Deaffy)
4. Diggin' in the Dirt (Hoffmann/Baltes/Dirkschneider/Deaffy)
5. Lay It Down (Hoffmann/Baltes/Deaffy)
6. It Ain't Over Yet (Hoffmann/Baltes)
7. Predator (Hoffmann/Dirkschneider/Deaffy)
8. Crucified (Hoffmann/Baltes/Dirkschneider/Deaffy)
9. Take Out the Crime (Kaufmann/Dirkschneider/Deaffy)
10. Don't Give a Damn (Hoffmann/Baltes/Dirkschneider/Deaffy)
11. Run through the Night (Kaufmann/Dirkschneider/Deaffy)
12. Primitive (Hoffmann/Baltes)

## Obsazení
- Udo Dirkschneider – zpěv
- Wolf Hoffmann – kytara
- Peter Baltes – baskytara
- Michael Cartellone – bicí